# Skullgrid
Skullgrid è un album in studio del gruppo avant-garde metal statunitense Behold... The Arctopus, pubblicato nel 2007.

## Tracce
1. Skullgrid – 1:07
2. Canada – 5:31
3. Of Cursed Womb – 2:58
4. You Are Number Six – 8:50
5. Some Mist – 3:47
6. Scepters – 3:43
7. Transient Exuberance – 7:37